# Irnfritz Bahnhof
Irnfritz Bahnhof (bis 1938 Bahnhof Wappoltenreith) ist der Hauptort der Marktgemeinde Irnfritz-Messern im Bezirk Horn in Niederösterreich.

## Geografie
Der Ort befindet sich nordwestlich von Irnfritz und südlich der Franz-Josefs-Bahn. Er ist über die Landesstraßen L 42 und L 52 erreichbar.

## Geschichte
Im Jahre 1869 wurde die Franz Joseph-Bahn eröffnet und hier der Bahnhof Irnfritz errichtet. Dieser solle ursprünglich näher bei  Wappoltenreith liegen, wurde aufgrund von Protesten jedoch hierher verlegt, aber anfangs als „Bahnhof Wappoltenreith“ geführt. In der Folge ließen sich beim Bahnhof mehrere Betriebe nieder und später wurden auch Wohnhäuser errichtet. Besonders in der Zwischenkriegszeit und nach dem Zweiten Weltkrieg setzte eine rege Bautätigkeit ein, sodass damals auch ein Postamt, ein Gendarmerieposten und Gasthäuser mit Übernachtungsmöglichkeiten errichtet wurden. Seit 1958 besteht eine dem hl. Antonius geweihte Kapelle.